# أليك ريم
أليك ريم (بالإنجليزية: Alec Rayme)‏ هو ممثل أمريكي، ولد في 20 ديسمبر 1978 بآكرون في الولايات المتحدة.

## وصلات خارجية
- أليك ريم على موقع IMDb (الإنجليزية)
- أليك ريم على موقع قاعدة بيانات الفيلم (الإنجليزية)